# Loranthacydia
Loranthacydia là một chi bướm đêm thuộc phân họ Tortricinae của họ Tortricidae.

## Các loài
- Loranthacydia aulacodes (Lower, 1902)
- Loranthacydia metallocosma (Lower, 1902)
- Loranthacydia multilinea (Turner, 1945)
- Loranthacydia pessota (Meyrick, 1911)
- Loranthacydia sinapichroa (Turner, 1926)